# Giovanni Mpetshi Perricard
Giovanni Mpetshi Perricard (ur. 8 lipca 2003 w Lyonie) – francuski tenisista, zwycięzca juniorskiego French Open 2021 w grze podwójnej razem z Arthurem Fils'em. 

## Kariera tenisowa
W karierze zwyciężył w czterech singlowych turniejach cyklu ATP Challenger Tour w Nottingham, Morelos i Acapulco. Ponadto wygrał jeden singlowy oraz trzy deblowe turnieje rangi ITF.
W 2021 roku, startując w parze z Arthurem FIlsem zwyciężył w juniorskim French Open w grze podwójnej, pokonując w finale Martina Katza oraz Hermana Samofałowa 7:5, 6:2.
W rankingu gry pojedynczej najwyżej był na 37. miejscu (28 października 2024), a w klasyfikacji gry podwójnej na 613. pozycji (25 lipca 2022).

### Finały juniorskich turniejów wielkoszlemowych

#### Gra podwójna (1-0)
| Końcowy wynik | Nr | Data            | Turniej            | Nawierzchnia | Partner     | Przeciwnicy                  | Wynik finału |
| ------------- | -- | --------------- | ------------------ | ------------ | ----------- | ---------------------------- | ------------ |
| Zwycięzca     | 1. | 12 czerwca 2021 | French Open, Paryż | Ceglana      | Arthur Fils | Martin Katz Herman Samofałow | 7:5, 6:2     |

## Życie prywatne
Jego siostra Daphnée również jest tenisistką. Ojciec tenisisty pochodzi z Demokratycznej Republiki Konga. 